# NGC 3383
NGC 3383 (również PGC 32224) – galaktyka spiralna z poprzeczką (SBbc), znajdująca się w gwiazdozbiorze Hydry. Odkrył ją John Herschel 20 marca 1835 roku.